# Takako Fuji
 (novembre 2019).
Si vous disposez d'ouvrages ou d'articles de référence ou si vous connaissez des sites web de qualité traitant du thème abordé ici, merci de compléter l'article en donnant les références utiles à sa vérifiabilité et en les liant à la section « Notes et références ».
Takako Fuji est une actrice japonaise née à Tokyo le 27 juillet 1972.

## Biographie
Elle a joué dans Ju-on, où elle incarne un esprit maléfique plein de rage qui hante une maison à Tokyo, tuant ainsi tous ceux qui y pénètrent. Elle a joué dans toutes les versions japonaises du film ainsi que dans les deux premiers remakes américains, The Grudge et The Grudge 2. Cependant, pour le dernier film américain, The Grudge 3, Takako Fuji a refusé de reprendre son rôle et fut remplacée par Aiko Horiuchi.

## Filmographie sélective
- 2000 : Ju-on (呪怨?) de Takashi Shimizu : Kayako Saeki
- 2000 : Ju-on 2 (呪怨2, Ju-on 2?) de Takashi Shimizu : Kayako Saeki
- 2003 : Ju-on: The Grudge (呪怨, Ju-on: The Grudge?) de Takashi Shimizu : Kayako Saeki
- 2003 : Ju-on: The Grudge 2 (呪怨, Ju-on: The Grudge 2?) de Takashi Shimizu : Kayako Saeki
- 2004 : The Grudge (呪怨, Ju-on?) de Takashi Shimizu : Kayako Saeki
- 2005 : Le Samouraï que j'aimais (蝉しぐれ, Semishigure?) de Mitsuo Kurotsuchi (ja)
- 2005 : Réincarnation (輪廻, Rinne?) de Takashi Shimizu
- 2006 : The Grudge 2 (呪怨2, Ju-on 2?) de Takashi Shimizu
- 2019 : Ça : Chapitre 2 (It: Chapter Two) d'Andrés Muschietti : la serveuse de restaurant chinois

## Doublage
- 1997 : Princesse Mononoké (もののけ姫, Mononoke hime?) de Hayao Miyazaki : une femme du village des forges (voix)